# Liste der Bischöfe von Saint-Claude
Die folgenden Personen waren Äbte und Bischöfe von Saint-Claude (Frankreich):

## Äbte
- Heiliger Romanus (ca. 440 – ca. 460)
- Heiliger Lupicin (ca. 460 – ca. 480)
- Heiliger Minause
- Heiliger Oyend (ca. 490–510)
- Heiliger Antidiose
- Heiliger Olympe
- Heiliger Sapient
- Heiliger Thalaise
- Heiliger Dagamond (593–628)
- Heiliger Anderic
- Heiliger Injuriosus (640)
- Heiliger Claude I. (640–693 oder 696)
- Heiliger Rustique
- Heiliger Autfred (750–776)
- Heiliger Hippolyte
- Heiliger Wulfred I.
- Ricbert (793)
- Bertaud I. (803)
- Antelme (804 – ca. 815)
- Achive oder Achin (815–832)
- Agilmar (ca. 840–852)
- Heiliger Remi (852 – ca. 868)
- Hildebert (870)
- Bertramne (880)
- Aurelien
- Wulfred II.
- Bernard I. (897–899)
- Bertaud II. (900–911)
- Gippier (921–948)
- Gui I.
- Boson (952–953)
- Achinard (956–966)
- Norbaud
- Gauceran (1020)
- Oderic (1026–1036)
- Jossaud (1052)
- Leutaud (1054–1063)
- Eude I. (ca. 1073–1084)
- Hunaud I. (1084 – ca. 1095)
- Humbert I. (1100–1105)
- Hunaud II. (1106–1112)
- Adon I. (1112–1147)
- Humbert II. (1147–1149)
- Gerard I. (1149)
- Adon II. (1149 – ca. 1175)
- Aimon (1182)
- Guillaume I. (1183–1185)
- Bernard II. (1187)
- Bernard III. de Thoire-Villars (ca. 1210 – ca. 1230)
- Hugues I. de Nanguse (1230–1234)
- Humbert III. de Buenc (1234–1255)
- Gui II. (1255)
- Humbert IV. (1256–1260)
- Gui III. (1260–1262)
- Humbert V. (1262)
- Gui IV. (1263–1282)
- Guillaume II. (1283–1284)
- Gui V. (1284)
- Humbert VI. (1285)
- Guillaume III. de La Baume (1293–1295)
- Etienne I. de Villars (1295–1303)
- Guiffred (1303–1304)
- Eude II. de Vaudrey (1304–1314)
- Etienne II. (1317)
- Eude III. de Vaudrey (1317–1320)
- Francois I. (1320)
- Jean I. (1321)
- Hugues II. (1321–1324)
- Jean II. de Roussillon (1328–1348)
- Guillaume IV. de Beauregard (1348–1380)
- Gui VI. (1380)
- Guillaume V. de La Baume (1384 – ca. 1411)
- Francois II. (1412–1424)
- Etienne III. (1425)
- Francois III. (1426)
- Jean III. de Vincelles (1429–1436)
- Gui VII. d’Uzy (1439–1441)
- Pierre I. Morel (1442–1443)
- Etienne IV. Fauquier (1444–1465)
  - Gerard II. de Chauvirey (1441–1447)
- Augustin d’Este de Lugnana (1468–1479)
- Johann Ludwig von Savoyen (1479–1482)
- Pierre II. de Viry (1494)
- Pierre III. Morel (ca. 1500–1509)
- Pierre IV. de La Baume (1510–1544) (Kardinal)
- Claude II. de La Baume (1544–1546)
- Louis I. de Rye (1546–1549)
- Philibert de Rye (1550–1556)
- Marc de Rye (1561–1577)
- Joachim de Rye (1582–1589)
- Ferdinand de Rye (1589–1636)
- Juan IV. de Austria (1636–1679)
- César d’Estrées (1679–1701) (Kardinal)
- Jean V. d’Estrées (1701–1718) (auch Bischof von Laon)
- Louis II. de Bourbon-Condé (1718–1742)

## Bischöfe
- Jean-Baptiste-Joseph de Méallet de Fargues (1742–1785)
- Jean-Baptiste de Chabot (1785–1790)
- François Xavier Moyse (1791–1793) (Konstitutioneller Bischof)
  - Von 1801 bis 1821 war das Bistum aufgelöst
- Antoine Jacques de Chamon (1823–1851)
- Jean-Pierre Mabile (1851–1858) (danach Bischof von Versailles)
- Charles Jean Fillion (1858–1862) (danach Bischof von Le Mans)
- Louis Anne Nogret (1862–1880; † 1884)
- César-Joseph Marpot (1880–1898)
- François-Alexandre Maillet (1898–1925)
- Rambert Irénée Faure (1926–1948)
- Claude-Constant Flusin (1948–1975)
- Gilbert-Antoine Duchêne (1975–1994)
- Yves Patenôtre (1994–2004) (danach Koadjutorerzbischof von Sens)
- Jean Legrez OP (2005–2011) (danach Erzbischof von Albi)
- Vincent Jordy (2011–2019) (danach Erzbischof von Tours)
- Jean-Luc Garin (seit 2020)